# مهرجان السودان للسينما المستقلة
مهرجان السودان للسينما المستقلة هو حدث سينمائي سنوي يقام لمدة أُسبوع في السودان، بهدف تعزيز السينما المستقلة كشكل من أشكال التعبير الإبداعي من أجل إثراء الحوار المجتمعي والتغيير، تنظمه مجموعة سودان فيلم فاكتوري مجموعة صناعة الفيلم السوداني وهي مجموعة مستقلة غير حكومية تضم عدد من السينمائيين الشباب. بدأت دورته الأُولى في العام 2014م. أستقبل المهرجان في دورته الأولى عدداً من النقاد والمنتجين من داخل وخارج السودان، واصبح جزء من فعاليات السينما السودانية.

## الدورة الثانية
انطلقت الدورة الأُولى في الفترة من 21 - 27 يناير 2015م بمدينة أم درمان، عرضت فيه أكثر من أربعين فيلماً من الدولة الأُوربية والعربية والأفريقية والأسيوية. وعرض في حفل الافتتاح فيلم الخرطوم للمخرج السوداني جاد الله جبارة؛ وهو فيلم مدته 24 دقيقة عن معالم المدينة في سبعينيات القرن الماضي.

## الدورة الثالثة
شارك فيها 91 فيلماً من 35 بلداً عربياً وأجنبياً. ضمت لجنة التحكيم في هذه الدورة: من السودان سارة جاد الله ومحمد حنفي ومن سويسرا كود ماير ومن مصر الناقدة السينمائية الدكتورة أمل الجمل، وتراس لجنة التحكيم سليمان محمد إبراهيم. في الدورة الثالثة تم عرض مجموعة من الأفلام العالمية مثل:
- الفيلم الفلسطيني «السلام عليك يا مريم» للمخرج باسل خليل، والذي وصل للقائمة المختصرة لأفضل فيلم قصير في أوسكار 2016م.
- فيلم «موج98» للمخرج اللبناني ايلي داغر الحائز على جائزة السعفة الذهبية 2015م.
- الفيلم الأردني «ذيب» للمخرج ناجي أبو نوارة، والذي تم اختياره ضمن القائمة القصيرة للأفلام المتنافسة على جائزة الأوسكار في فئة أفضل فيلم غير ناطق بالإنكليزية.[4]

## الدورة الرابعة
انطلقت الدورة الرابعة في يوم السبت 21 يناير 2017م بمحطة السكة حديد في الخرطوم. شاركت في الدورة 82 فيلماً، بينها 22 تتنوع بين الروائي والوثائقي الطويل و60 فيلماً قصيراً وجميعها إنتاج عامي 2015 و2016م، من 16 دولة بينها السودان وتركيا مصر تونس الجزائر المغرب لبنان فلسطين السعودية الإمارات البرتغال إسبانيا أسكتلندا أميركا بريطانيا وإيران.

## الدورة الخامسة
افتتحت الدورة الخامسة في 21 يناير 2018م في كُبري النيل الأزرق لرمزيته التاريخية في السودان، وعرض في افتتاح المهرجان فيلم «برلين» الذي أخرجه فانتر روتمان وثق للحياه اليومية في مدينة برلين وهو أحد أندر الأعمال البصرية التي تصور برلين قبل أن تتحول إلى حطام، تم تصويره في العام 1927.
كما عرض فيلم (فِليسيتيه) الذي حصد جائزة الدب الفضي في مهرجان برلين السينمائي الدولي؛ ورشح الفيلم للأوسكار. في هذه الدورة فاز الفيلم السوداني HR بجائزة التحكيم القصة؛ الفيلم من إخراج المخرج السوداني ماهر حسن، ويحكي عن قصة لاجئ من جنوب السودان كان يعمل في مهنة مسح الاحذية في الخرطوم.

## الدورة السادسة
كان من المقرر أن تنطلق الدورة السادسة في 21 يناير 2019م لكن تمّ تأجيلها بسبب اندلاع الثورة السودانية ، لذلك انطلقت في 21 يناير 2020م في غابة السنط في الخرطوم. عرض في الدورة 81 فيلماً بين الروائي والوثائقي، من مصر وسوريا ولبنان وتونس والمغرب وإيطاليا وألمانيا والنرويج وفنلندا والبرتغال وتركيا وإيران ومقدونيا والبرازيل والأرجنتين وجنوب أفريقيا وكينيا. أُفتتح المهرجان بعرض الفيلم الوثائقي السوداني  «أوفسايد الخرطوم» للمخرجة السودانية مروة زين، وقصة الفيلم تتحدث عن فريق كرة القدم النسائي في السودان، الذي يواجه العديد من المواقف الصعبة. فيلم «خرطوم أوفسايد»، عُرض لأول مرة في أحد الأقسام الرئيسية لمهرجان برلين السينمائي الدولي النسخة 69.

## جائزة الفيل الأسود
هي جائزة تُمنح تخليداُ لروح السينمائي السوداني الراحل حسين شريف، وهي جائزة تُمنح سيتم منح لأفضل فلم سوداني، بدأت في الدورة الثالثة من المهرجان.
سميت بالفيل الأسود لأن الفيل من أكبر المخلوقات على الأرض، لكن القوة والحجم هاتين لم كانتا سبباً للهدوء والسلام.
يتقدم الفيل في مسيرته ببطء وبثقة نحو إنجاز مسافات طويلة في أمكنة لا ينسى ملامحها. وفي طريقه وأثناء مشيه يفتح الفيل الطريق ليمهد درباً له وللكائنات الصغيرة لتواصل المسير. بالرغم مما يواجهه من صيد جائر وقتل للحصول على الثروة، ممثلة في أنيابه العاجية إلا أنه كائن مقاوم للقتل وللتصحر، والنسيان.
في الدورة السادسة مُنحت جائزة الفيل الأسود للفيلم السوداني حاحاي الكلاب للمخريجين السودانيين صدام صديق وياسر فايز، الفلم أُخذ من رواية الرجل الخراب للروائي السوداني عبد العزيز بركة ساكن

## وصلات خارجيّة
- سوليوود - الأفلام السعودية

## معرض الصور

بواستر اعلان فليم افتتاح المهرجان الدورةالسادسة
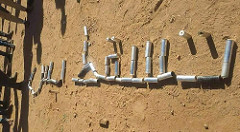
صورة تجسد انتفاضت الثورة السودانية موضوع دورة المهرجان السادسة
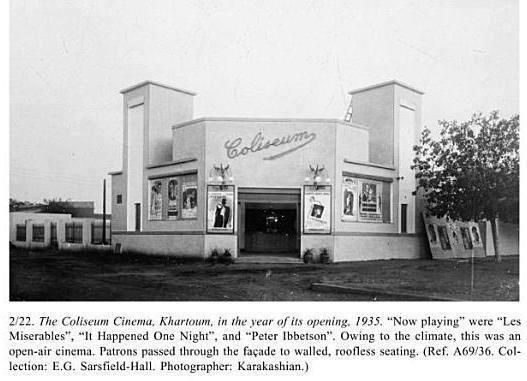